# Martinica
La Martinica (in francese Martinique, in creolo delle Antille Matinik, Matnik o Lamatinik) è un'isola delle Antille, dipartimento d'oltremare francese (capoluogo Fort-de-France). Si trova a 14° 40' a nord dell'Equatore e a 61° ovest dal Meridiano di Greenwich nel cuore dell'arcipelago dei Caraibi e appartiene alle Piccole Antille e più precisamente fa parte delle Isole Sopravento Meridionali. Le sue coste sono bagnate ad est dall'Oceano Atlantico e a ovest dal Mar dei Caraibi.
Sono inclusi nella regione 4 arrondissement, 45 cantoni e 34 comuni. Ha come TLD le estensioni .mq, .fr e .eu.

## Geografia fisica
(Inno)

### Territorio

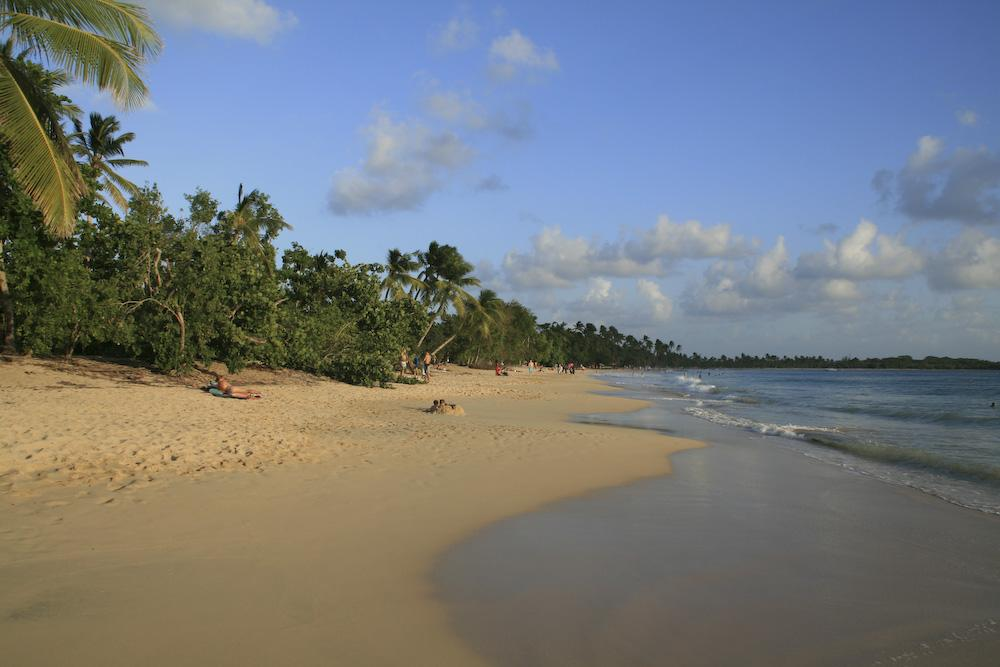
Spiaggia delle Salines

L'isola ha una superficie di 1128 km². Misura 80 km in lunghezza e 39 in larghezza. Il Nord, con il Monte Pelée (o Montagna Pelée), punto più alto dell'isola (1397 m s.l.m.) e il Picco di Carbet (Piton de Carbet), è il regno della foresta tropicale. Al centro, la piana di Lamentin fa da transizione verso il Sud dell'isola che offre una successione di piccole colline (mornes) e di valli. La costa è caratterizzata da numerose baie e cale (anse) molto pittoresche. Tra le località di maggiore interesse paesaggistico c'è la spiaggia delle Salines.
Martinica, grazie alle sue condizioni di clima tropicale, è ricoperta da un manto vegetale floridissimo: foreste tropicali e pluviali, savane, numerosissime specie di alberi, piante, fiori e frutti fanno della Martinica un vero e proprio giardino naturale.
La fauna consiste essenzialmente in crostacei, pesci tropicali e specie di uccelli che volano principalmente nei cieli del sud dell'isola.

### Clima
Con una temperatura media fra i 25 e i 26 °C, l'isola gode di un clima relativamente mite. Dei venti regolari, gli alisei, rinfrescano l'aria in continuazione e di conseguenza il calore non è mai eccessivo.
Si succedono due stagioni: da luglio a novembre vi è la stagione umida, caratterizzata da forti perturbazioni e cicloni che si formano nell'Oceano Atlantico al largo delle coste del Senegal (oltre 200 mm medi di pioggia in ciascuno di questi mesi); da gennaio ad aprile piove meno, ma le precipitazioni si aggirano comunque intorno ai 100 mm medi mensili. Il totale annuo è di circa 2000 millimetri.

## Storia
La Martinica fu conquistata da Cristoforo Colombo nel 1502, durante il suo quarto viaggio verso il Nuovo Mondo.
In questo periodo l'isola era abitata dagli Indiani dei Caraibi (Arawaks), originari della Valle dell'Orinoco, ed era conosciuta con il nome di Madinina che nella lingua indigena significa "isola dei fiori".
Le rovine e i monumenti storici presenti sull'isola riflettono la ricchezza storica di Martinica.
Gli eventi che hanno caratterizzato lo sviluppo storico, economico e sociale dell'isola sono:
- l'istituzione della colonia francese di Martinica nel 1635 voluta da Pierre Belain d'Esnambuc. I francesi impiantarono nell'isola piantagioni di canna da zucchero e di caffè e vi importarono degli schiavi provenienti dall'Africa.

- Nel 1674 divenne un dominio della corona francese.
- Nel 1762 l'isola fu conquistata dagli inglesi, che la tennero per un anno.
- Durante la Rivoluzione francese i proprietari delle piantagioni cercarono di ottenere l'indipendenza e di creare uno Stato autonomo: nel 1790 si ribellarono e occuparono Saint-Pierre. L'isola venne tuttavia occupata nuovamente altre due volte dalle truppe inglesi durante le guerre napoleoniche (1794-1802 e 1809-1814).
- il decreto del 27 aprile 1848 relativo all'abolizione della schiavitù nelle colonie francesi; il 22 maggio dello stesso anno vi fu l'insurrezione generale degli schiavi dell'isola, evento che ancora oggi viene commemorato dagli abitanti di Martinica.
- la distruzione di Saint-Pierre, antica e florida capitale dell'isola, in seguito alla violenta eruzione del Monte Pelee nel 1902.
- la legge del 19 marzo 1946 (loi de Départementalisation) che decretò la fine dello status coloniale dell'isola.
- la legge del 1982 (loi de Décentralisation), che ha portato alla creazione del Consiglio Regionale della Martinica, un'assemblea locale esercitante pieni poteri.

La creazione del Consiglio Regionale della Martinica è stata molto importante per l'affermazione dell'identità culturale e sociale dell'isola che, pur essendo a tutti gli effetti una regione della Francia, conserva ottimamente le sue tradizioni.
L'isola fa inoltre parte dell'Unione europea con lo status di Regione ultra-periferica.

## Popolazione
La maggior parte della popolazione della Martinica è di origine africana, ma può considerarsi multietnica. Ciò è dovuto alle numerose popolazioni che hanno abitato nei secoli l'isola: amerindi, europei, africani, indiani, arabi (siriani e libanesi) e asiatici (cinesi).
Il censimento del 2016 ha stabilito che gli abitanti dell'isola sono 376 480, dei quali circa 81 000 vivono nella capitale Fort-de-France. L'isola si compone di 34 comuni dei quali 27 si affacciano sul mare.

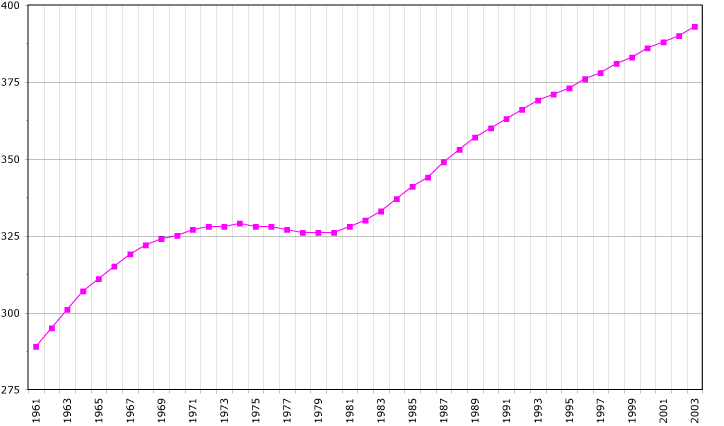
Evoluzione demografica a Martinica tra il 1961 e il 2003 (Dati della FAO, 2005). Popolazione in migliaia di abitanti.

Con un Prodotto Interno Lordo pro Capite di 21 537 euro per abitante nel 2012, la Martinica è il Dipartimento d'Oltremare francese più ricco.
Le principali risorse dell'isola sono le banane, la canna da zucchero, l'ananas, il rum, la pesca e il turismo. Quest'ultima attività negli ultimi anni è diventata di fondamentale importanza per lo sviluppo economico dell'isola: da solo il settore turistico dà lavoro ad oltre 10 000 persone.

## Cultura

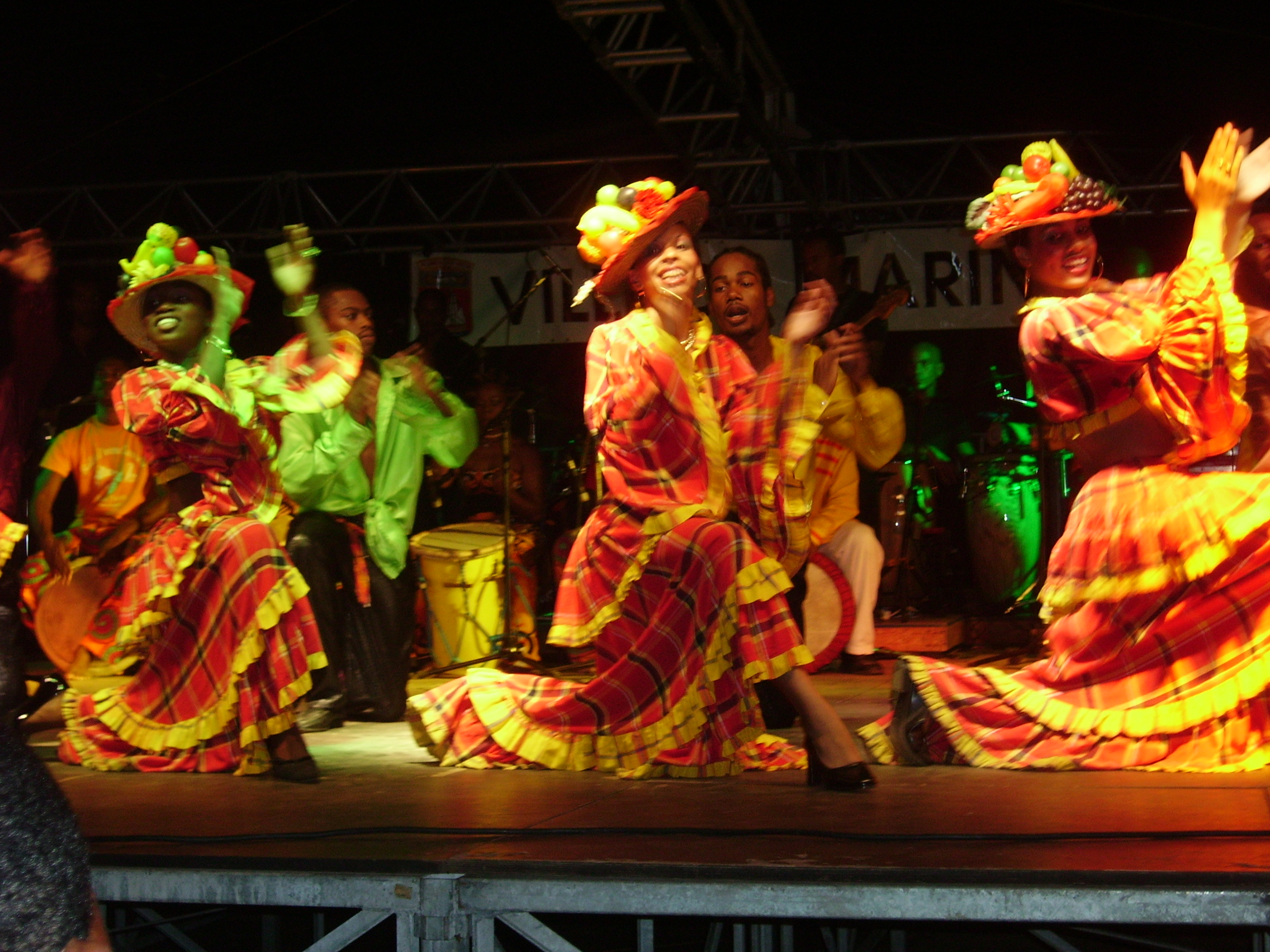
Costumi tradizionali della Martinica in tessuto madras

Tra le isole dei Caraibi, la Martinica si distingue per la sua ricchezza culturale.
La lingua ufficiale è il francese, ma tutti gli abitanti originari dell'isola parlano correntemente il creolo delle Antille (Patois), una lingua comune anche ad altre isole dei Caraibi. Il creolo delle Antille è un insieme di parole provenienti dall'inglese, dal francese e da alcuni dialetti africani e degli amerindi.
La letteratura dell'isola è ricca di scrittori e poeti molto famosi; gli autori più importanti originari dell'isola sono Patrick Chamoiseau, Édouard Glissant, Aimé Césaire, Frantz Fanon, Joseph Zobel e tanti altri.
Per quanto riguarda la musica e la danza, i generi musicali più suonati e ballati continuamente per le strade e nelle feste sono: Bel Air, Calenda, Haute-Taille, Mazurka, Zouk.
Anche la cucina creola è molto ricca ed è caratterizzata dai colori e dalla quantità incredibile di spezie che diffondono i loro odori in ogni angolo dell'isola.
Numerose sono anche le feste che si affiancano a quelle tradizionali cattoliche; tra queste la più importante è il Carnevale che porta in strada e per le città quasi tutti gli abitanti dell'isola, tra balli e musiche incredibilmente ritmati. Il fine settimana di Pentecoste prevede tre giorni di picnic e la chiusura pressoché totale delle attività lavorative.

## Criminalità
Nel 2019 il tasso di criminalità (in rapporto alla popolazione), rispetto alla Francia continentale, è praticamente lo stesso per furti in appartamenti, nettamente più basso (poco più di metà) per altri furti, un po' più alto (intorno al 20% in più) per rapine e violenze sessuali e molto più alto (il quadruplo) per gli omicidi.

## Le città e i paesi
Da nord a sud la Martinica è ricca di cittadine e paesi, molto caratteristici e pittoreschi, dove si respira un'aria calma e rilassata. Molti di questi paesini oggi sono meta di turisti provenienti da tutto il mondo.

### Fort-de-France

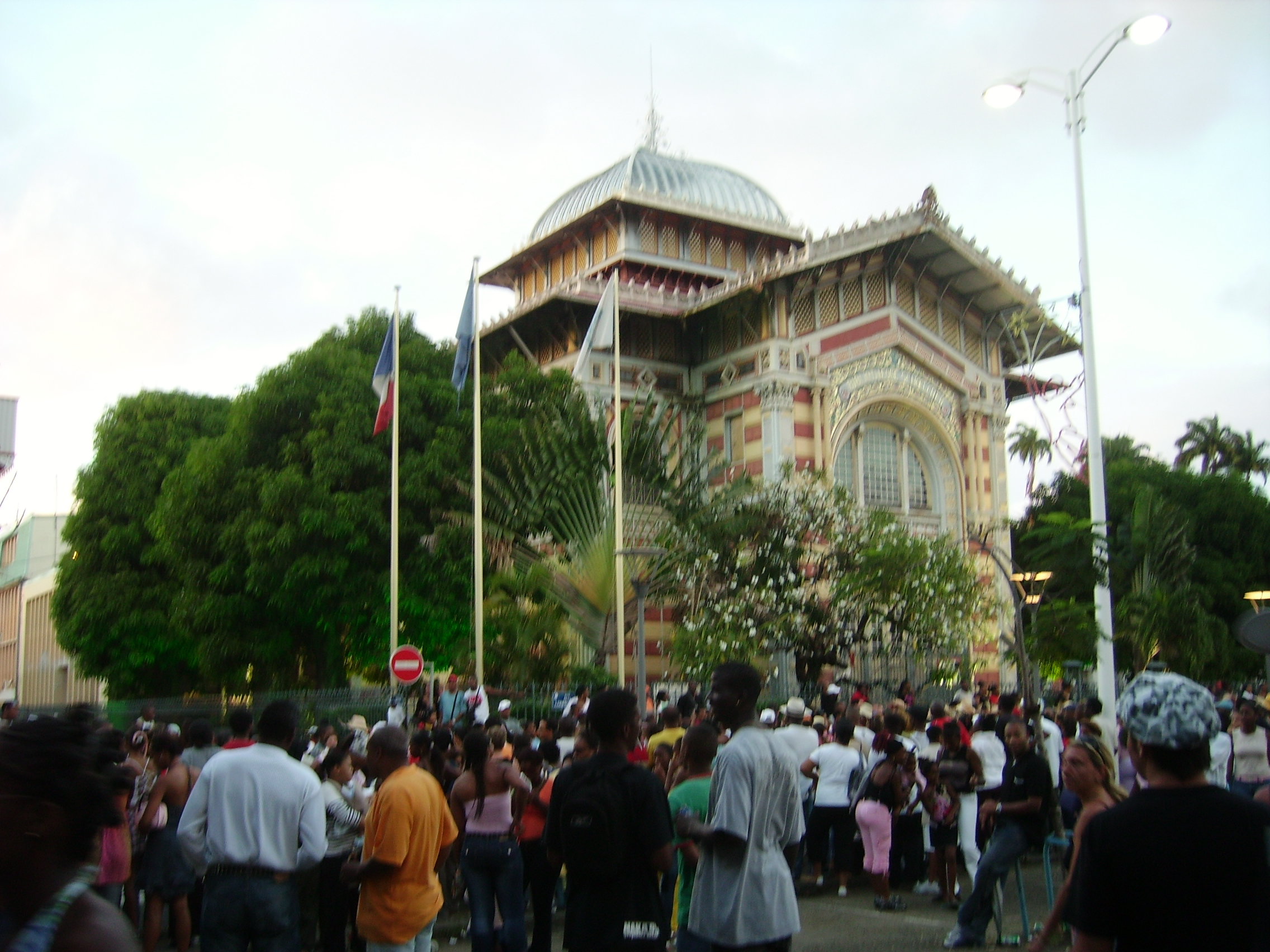
La Biblioteca Schoelcher a Fort-de-France

Anticamente chiamata Fort-Royal, nel 1808 fu ribattezzata Fort de France da Napoleone Bonaparte; conta attualmente circa 82 000 abitanti.
Capitale amministrativa della Martinica, ospita i principali organismi della regione.
Prospiciente alla Savane, un'enorme piazza-giardino, vi è la biblioteca Schoelcher, opera dell'architetto francese Henri Picq.
Altre opere di Henri Picq presenti in città sono la cattedrale di Saint-Louis, inaugurata nel 1895, e il mercato coperto.
La città ospita anche il Museo Dipartimentale d'Archeologia, con una collezione di oltre 2000 oggetti ritrovati a Martinica e sulle altre isole dei Caraibi, e il Museo Regionale di storia e di etnografia.

### L'Ajoupa-Bouillon
Ajoupa-Buillon è un piccolo comune del nord dell'isola immerso nel verde.
Gli amanti della natura possono visitare i Giardini di Ajoupa, ricchi di piante e fiori variopinti.
Inoltre dal paesino parte un lungo percorso chiamato Gorges de la Falaise che conduce all'interno della foresta tropicale, ricca di piante secolari, corsi d'acqua e cascate.

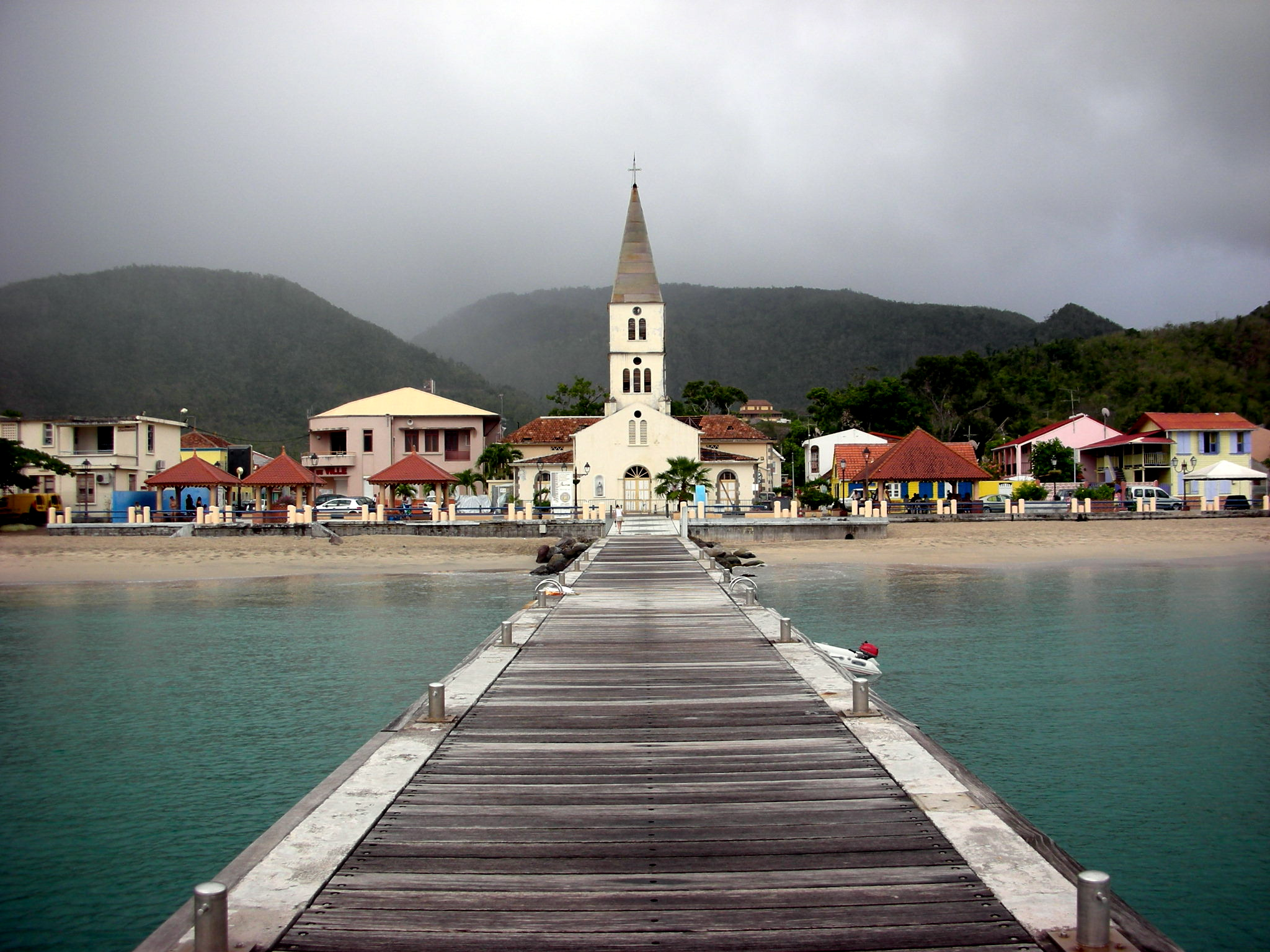
Les Anses-d'Arlet

### Les Anses-d'Arlet
Comune del sud della Martinica, Anses d'Arlet si raggiunge percorrendo una strada molto tortuosa.
Molto caratteristico il centro abitato che si affaccia su una spiaggia di sabbia bianchissima con un mare cristallino e, per questo motivo, è un luogo molto apprezzato dai sub.

### Basse-Pointe
Piccolo comune del nord che si affaccia sul Canale della Dominica, in una regione agricola, in passato una delle più sfruttate dell'isola per la ricchezza della sua terra.
Alcune grandi case coloniche chiamate habitations testimoniano la prosperità del passato.

### Bellefontaine
Bellefontaine è un ameno paesino della Martinica.
Fuori dal centro abitato vi è la centrale elettrica dell'EDF che produce l'energia per l'intera isola.

### Le Diamant

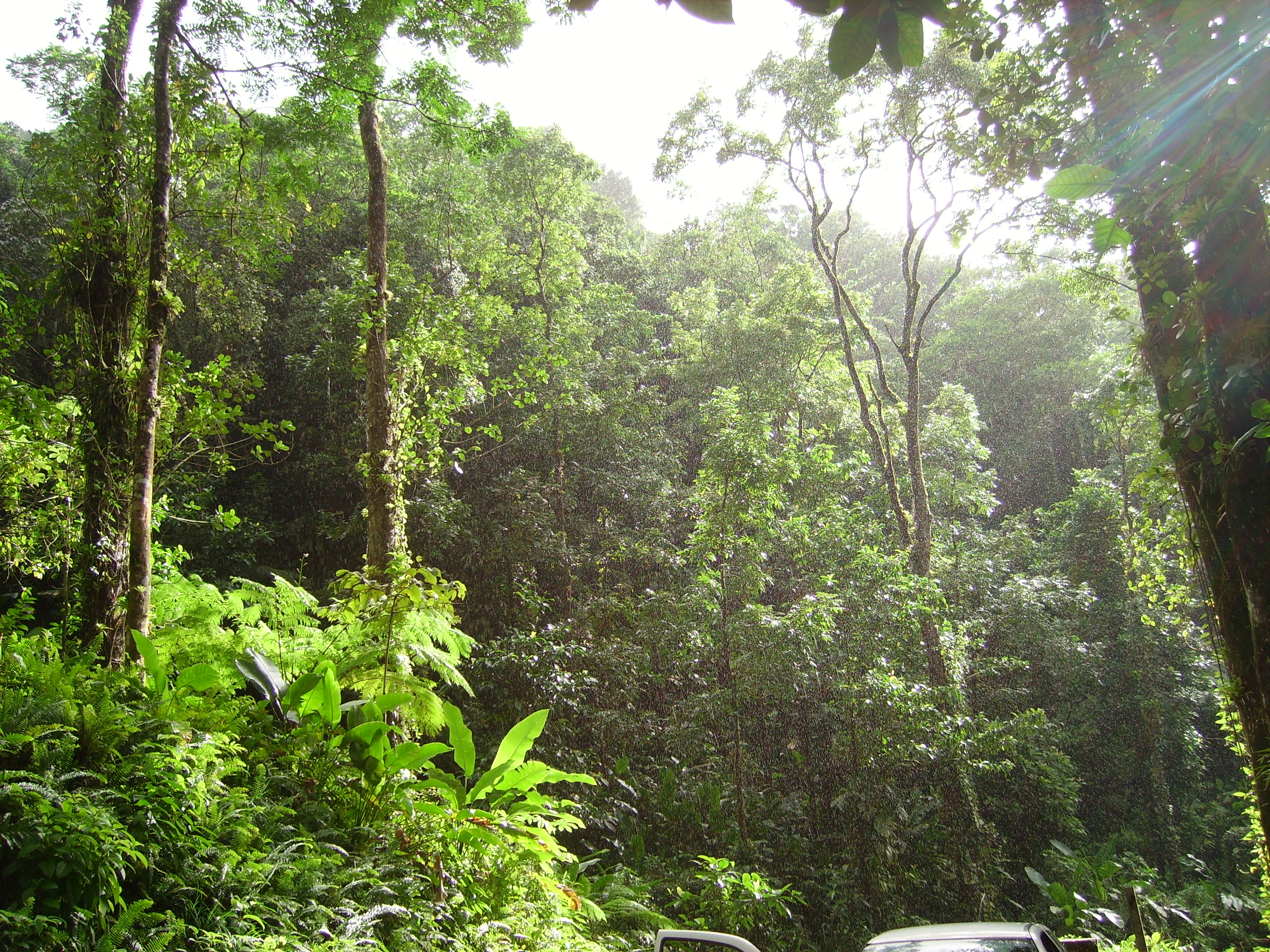
La foresta tropicale nei pressi di Fonds-Saint-Denis

È una piccola località turistica in riva al mare che offre ristoranti e servizi di ogni tipo.
Da questo piccolo paesino è possibile ammirare la Roccia del Diamante, uno scoglio solitario che si staglia nel mare, rifugio di numerosi tipi di uccelli.
Diamant ha anche una lunga spiaggia di 3 km dalla quale è possibile ammirare magnifici panorami.

### Fonds-Saint-Denis
È uno dei luoghi più ricchi di fiori della Martinica, a 14 km nell'entroterra di Saint-Pierre.
È un piccolo paese sulle pendici dei Pitons du Carbet, dominato dal Morne des Cadets.
Il paese ospita anche un osservatorio sismologico che sorveglia costantemente l'attività del vulcano Pelée.
Belle da mozzare il fiato le cascate Saut-Gendarme e Saut-Mahaut dove è possibile rilassarsi e fare un picnic nei dintorni.

### Le François
È un comune essenzialmente agricolo; infatti la regione intorno a Le François è la più fertile del sud dell'isola.
Da Le François partono numerose imbarcazioni per gli isolotti, per una visita ai Fonds Blancs e alla Baignoire de Josephine, dove è possibile ammirare un mare costellato da spiagge di sabbia bianchissima.

### Grand Rivière
Grand Rivière si trova all'estremo settentrione dell'isola, affacciato sul canale della Dominica.
Questo affascinante villaggio di pescatori si raggiunge percorrendo una strada tortuosa e impervia attraverso una regione selvaggia caratterizzata da gole vertiginose e alberi giganteschi.
Per la sua posizione isolata, Grand-Rivière è come se fosse sospesa nel tempo, avendo conservato perfettamente l'atmosfera del secolo scorso.
Allineati sulla piccola spiaggia di sabbia vulcanica si possono ammirare pescherecci di vari colori.

### Le Lamentin
Le Lamentin si trova al centro dell'isola e, con una superficie di 62,32 km², è il comune più vasto della Martinica.
Fondato nel XVII secolo, deve il suo nome ai lamantini, un mammifero acquatico che popolava le sue coste.
Lamentin è oggi la sede dell'aeroporto internazionale e l'80% dei turisti passano per questa cittadina per arrivare e partire da Martinica.
Oggi la città è il cuore dell'economia dell'isola.

### Le Lorrain
Questo comune del nord è continuamente battuto dai venti e dalle onde dell'Oceano Atlantico.
Qui prima gli Indiani Arawaks e poi quelli dei Caraibi si stanziarono ed è possibile ancora ammirare il luogo dove vivevano, che è diventato un importante sito di cultura pre-colombiana.

### Macouba
Questa cittadina si trova in una regione essenzialmente agricola dedita alla produzione di banane e ananas.
Vi si trova la distilleria che produce il rum JM. Molto caratteristica è la piccola chiesa di Sainte Anne, di cui alcune parti risalgono al XVII secolo.

### Le Marin

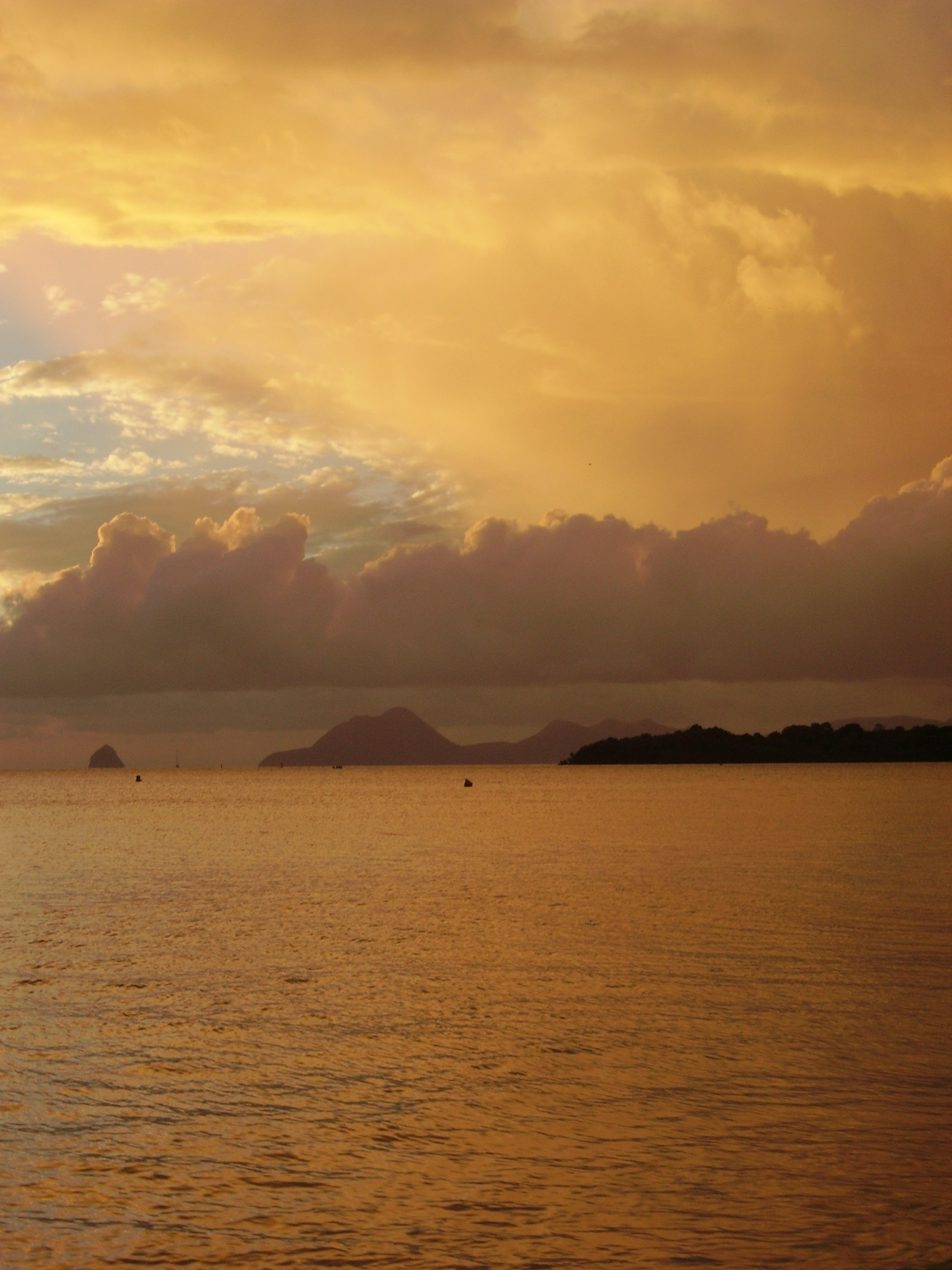
Un bel tramonto sul Mare dei Caraibi

Le Marin è la capitale amministrativa del sud e grazie alla sua marina, il porto turistico dove ormeggiano le barche a vela e i catamarani, è zeppa di turisti provenienti da tutto il mondo; è anche uno dei principali luoghi di partenza per le crociere in barca a vela nei Caraibi.
Nonostante la sua internazionalità, Le Marin mantiene solide le sue tradizioni, è viva e molto “vera”.
Da segnalare la bellissima chiesa in pietra del XVIII secolo, che domina il mare e la marina stagliandosi nel cielo azzurro in un pittoresco contesto tipicamente caraibico.

### Le Morne-Vert
Situato a qualche chilometro da Saint-Pierre, questo piccolo comune si trova tra il verde della campagna in una posizione un po' rialzata e per questo motivo è soprannominato "La Piccola Svizzera". A 400 metri d'altezza parte il percorso che porta sul Monte Pelée.

### Le Prêcheur
È il villaggio più a nord sul Mare dei Caraibi, ai piedi della Montagne Pelée. La zona fu una delle prime ad essere colonizzate, insieme a Saint-Pierre, e nel XVII secolo era molto florida grazie alla coltivazione della canna da zucchero e del cacao.
Le Prêcheur è anche punto di partenza per le camminate sulla montagne Pelée e per diverse escursioni nella natura.

### Rivière-Pilote
Rivière-Pilote è un comune principalmente agricolo, il più vasto del sud, dedito alla coltivazione della canna da zucchero e ospita ogni anno la Fiera Agricola (Foire Agricole).
A pochi chilometri dal borgo, in direzione della distilleria La Mauny, si trova un "pitt" che, tutte le domeniche, propone il combattimento tra galli, serpenti e manguste.

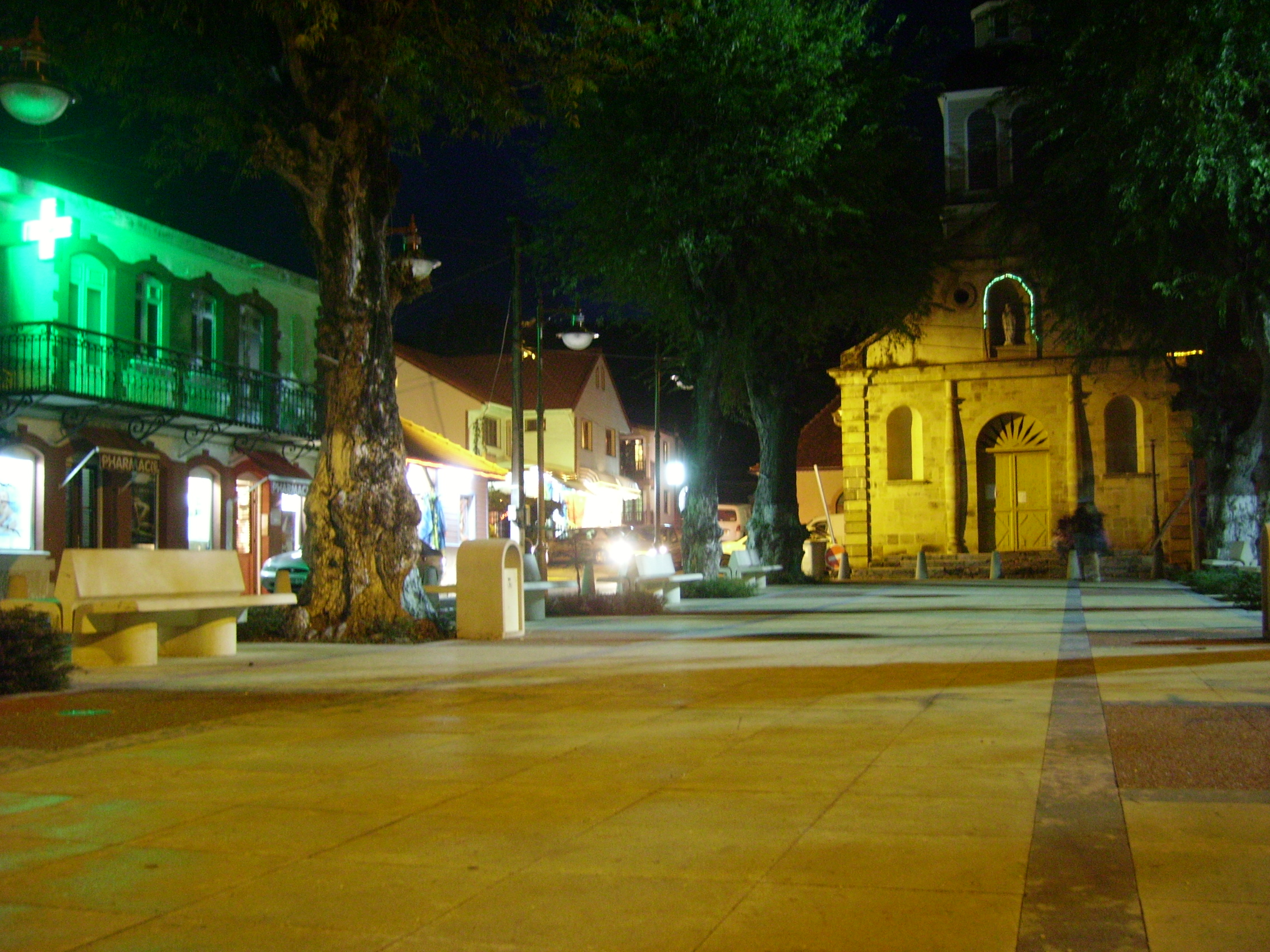
La piazzetta di Saint-Anne

### Sainte-Anne
È il paese più a sud dell'isola, in una posizione in riva al mare. È un bel borgo molto pittoresco e vivace, che mantiene intatto il suo charme di villaggio caraibico, nonostante la forte presenza dei turisti richiamati dalle più belle spiagge del sud.

### Sainte-Luce
Sainte-Luce è un villaggio di pescatori che, pur conservando il suo fascino tipicamente caraibico, ha vissuto negli ultimi anni uno sviluppo del turismo per la vicinanza di belle spiagge di sabbia bianca.
La Foresta di "Montravail", sulle colline alle spalle del paese, offre la possibilità di qualche tranquilla passeggiata.
Lungo la spiaggia del paese sorgono ristoranti, negozi e servizi di ogni tipo. Qui vi è anche la distilleria Trois Rivières, una delle più importanti dell'isola.

### Sainte-Marie

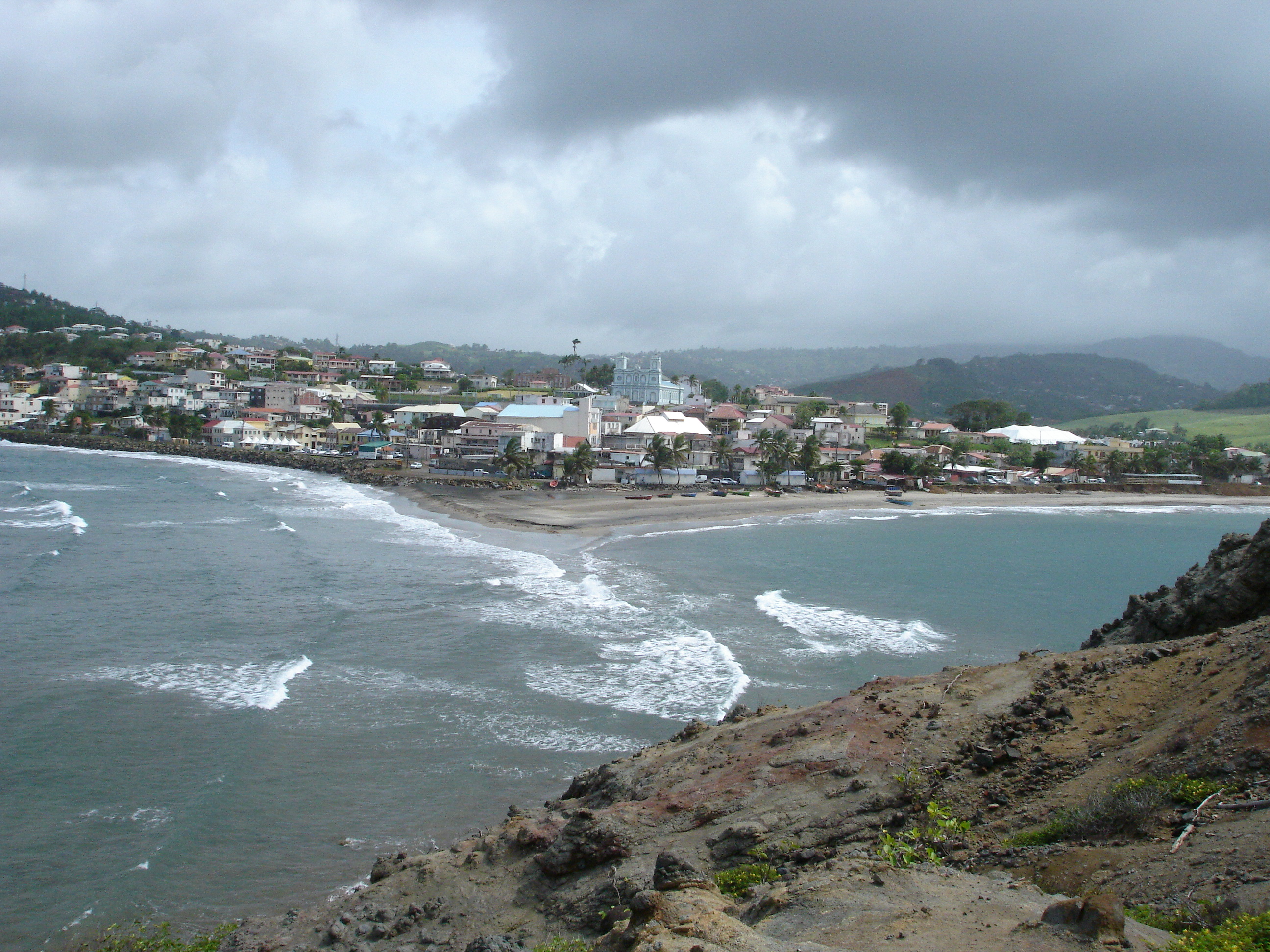
Sainte-Marie

È un florido comune principalmente agricolo, affacciato sull'Atlantico.
Offre una campagna lussureggiante, giardini creoli e passeggiate nella foresta.
Da visitare il Museo del Rum, l'antico monastero dominicano di Fond Saint-Jacques e il Museo della Banana.

### Saint-Pierre
Antica capitale della Martinica, Saint-Pierre oggi è il capoluogo del nord.
La città fu distrutta dall'eruzione del vulcano Pelée nel 1902. Di tutti i suoi abitanti si salvò solo un detenuto che fu protetto dalle spesse pareti della sua cella.
Oggi è possibile ammirare le rovine della vecchia città e la nuova è stata completamente ricostruita cercando di conservare l'aspetto della vecchia Saint-Pierre.

### La Trinité
La Trinité è il capoluogo della parte nord, sulla costa atlantica dell'isola. Il suo territorio occupa anche la penisola delle caravelle dove si trovano le rovine della Fortezza Dubuc, un'antica residenza signorile del XVII secolo, appartenuta a un pirata che depredava le navi che egli stesso faceva affondare contro gli scogli disorientandole con la lanterna.

### Les Trois-Îlets
Trois-Îlets è un piccolo villaggio molto caratteristico, con le sue originali casette creole che si affacciano sulla strada principale. Mantiene il suo fascino di borgo rurale, con la piazzetta centrale delimitata dal mercato e il pittoresco municipio. Nella sua chiesa fu battezzata nel 1763 Giuseppina di Beauharnais che diverrà moglie di Napoleone e imperatrice di Francia.
Proseguendo lungo la strada principale in direzione sud si arriva a Pointe du Bout, con la sua marina, luogo molto turistico, pieno di alberghi, ristoranti e negozi di souvenir; da qui si può godere di una vista notturna su Fort de France.

### Le Vauclin
Le Vauclin è un grosso villaggio di pescatori affacciato sull'oceano Atlantico; è presente anche un mercato del pesce.
Sulla spiaggia del paese è possibile praticare numerosi sport acquatici.

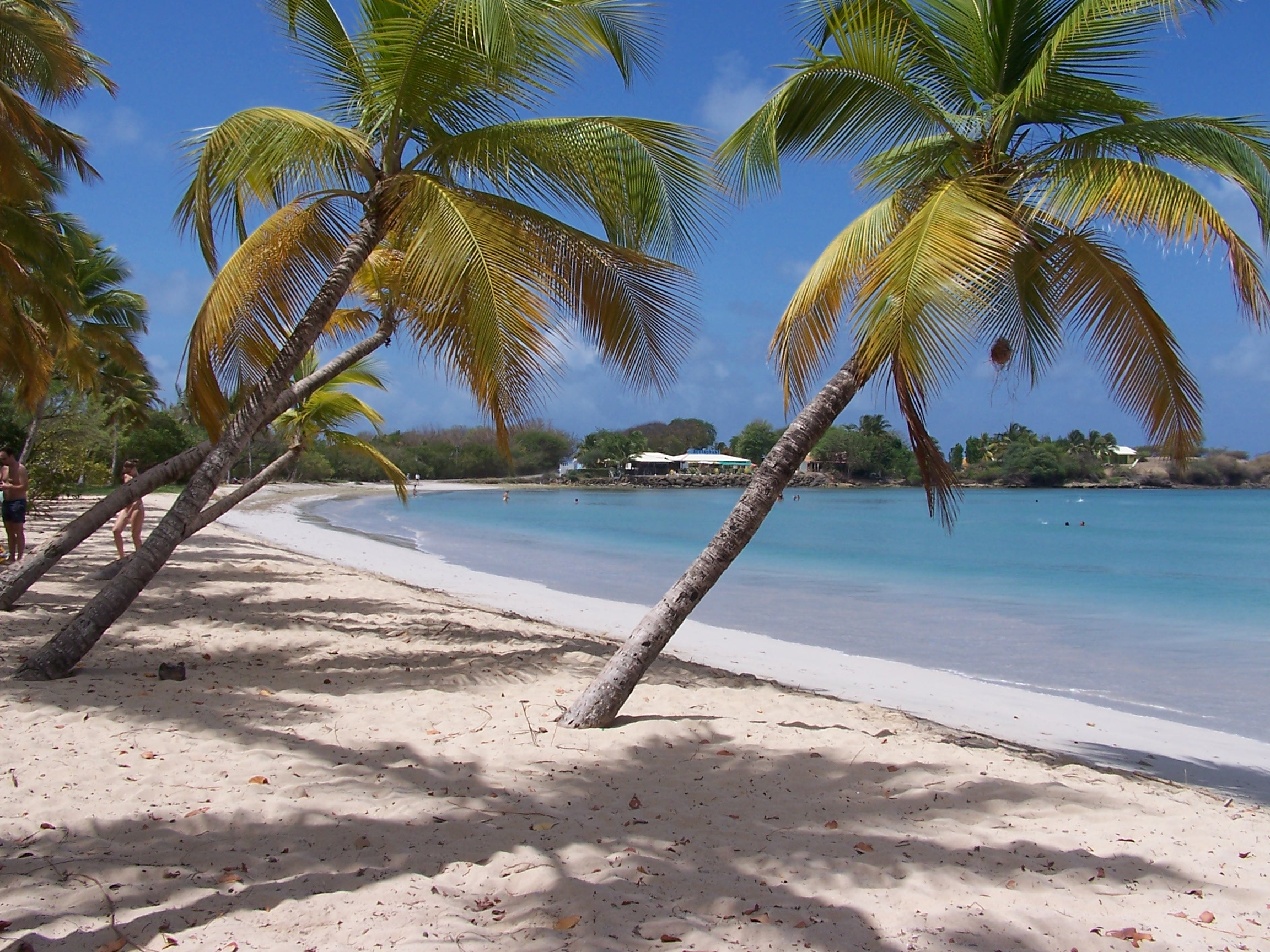
La spiaggia di Salines

## Le spiagge
La Martinica vanta molte spiagge: quelle della parte meridionale dell'isola sono di sabbia bianca, a differenza di quelle del nord che sono di origine vulcanica e quindi con sabbia nera o grigia.
La maggior parte delle spiagge sono selvagge senza servizi e non sorvegliate, ma alcune sono organizzate e danno la possibilità anche di fare sport e attività legate al mare.

### Spiagge Sud Caraibi
- Les Salines
- Point du Marin
- Pointe des Salines
- Anse Meunière
- Anse Mabouyas
- Grande Anse
- Anse Dufour
- Anse Noir
- Anse Mitan
- Anse à l'Ane

### Spiagge Sud Atlantico

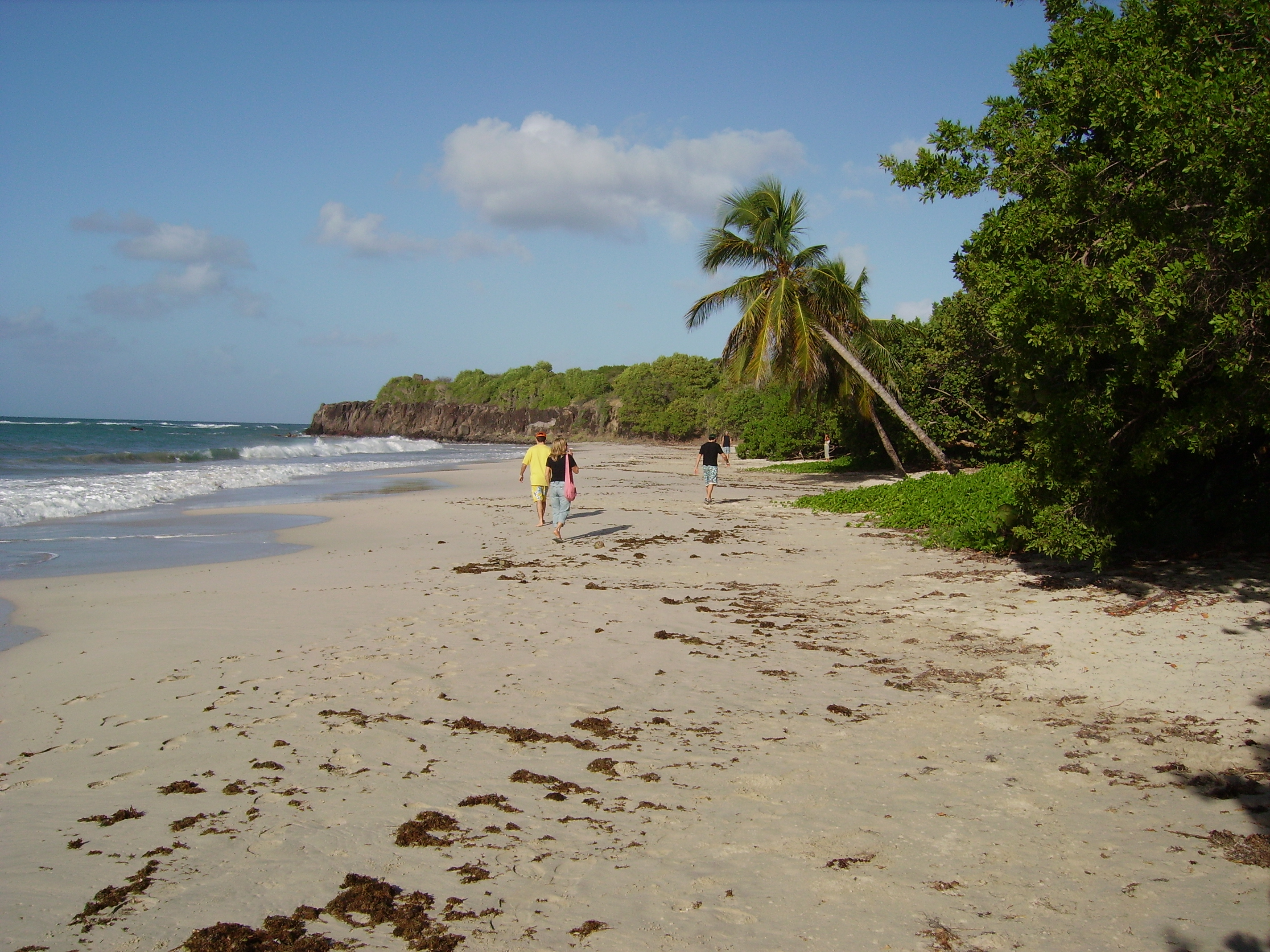
Les Salines

- Anse Trabaud
- Anse Michel
- Anse Au Bois
- Anse Esprit
- Ilet Chevalier
- Anse Baleine
- Anse Grosse Roche
- Grand Macabou
- Gli Ilets di François

### Spiagge Nord Caraibi
- Anse Couleuvre
- Anse Céron

### Spiagge Nord Atlantico
- Tartane e Anse L'Etang
- Anse Bonneville
- Anse Charpentier

## Gastronomia

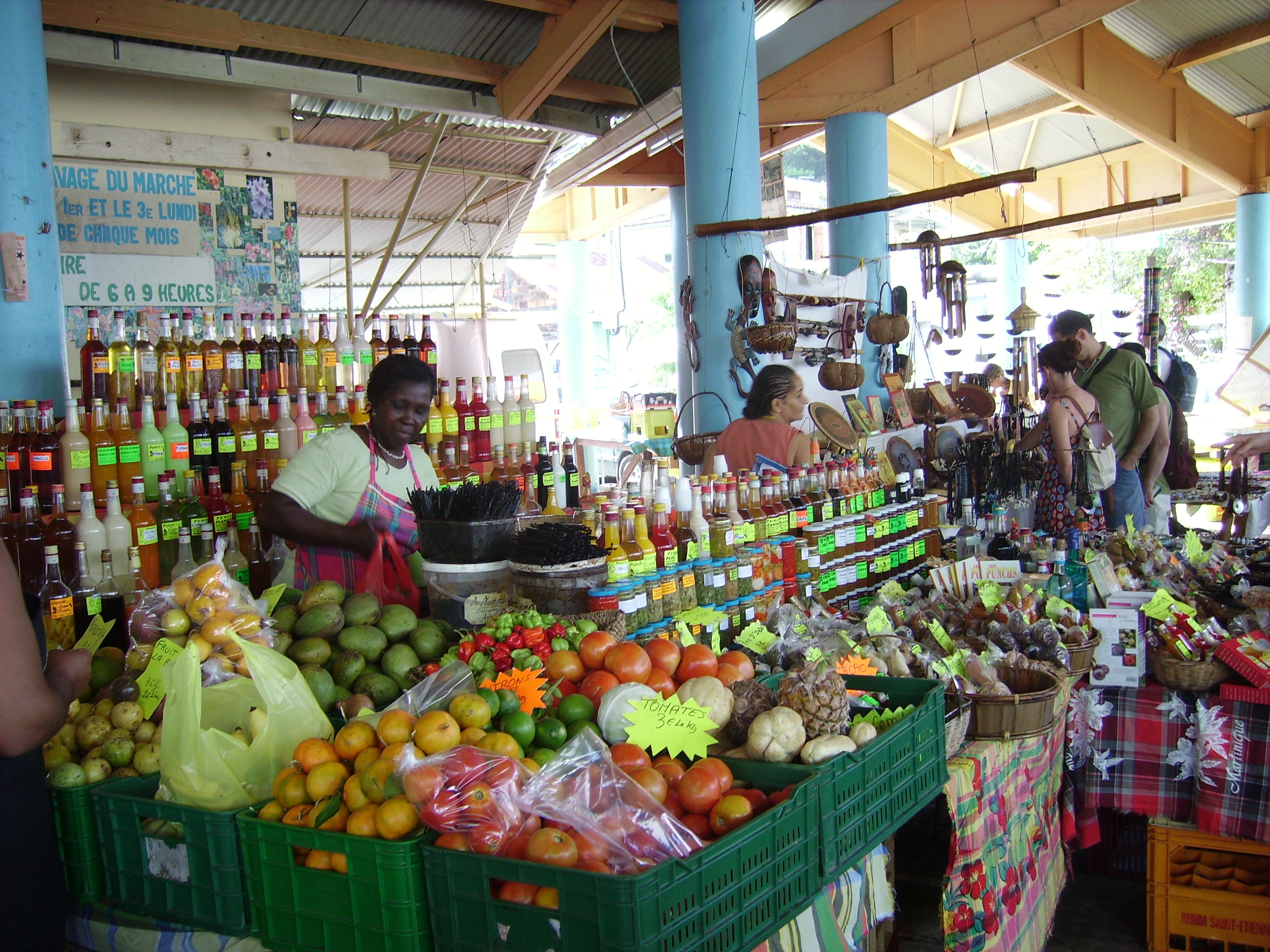
Un vivacissimo mercato a Saint-Anne

La cucina creola è molto ricca e colorata. Solitamente la portata è unica con il primo e il secondo nello stesso piatto.
Si consuma molto la carne, in particolare il pollo, il maiale e il capretto; anche il pesce è cucinato in una gran varietà di piatti.
Il riso affianca tutte le principali pietanze e numerose sono le salse e le spezie usate per condire la carne o il pesce.
Le specialità creole più importanti sono:
- Accras - frittelle creole di crostacei o verdure
- Lambi - la polpa dello strombo gigante, un grande mollusco diffuso in tutta la regione
- Calalou - zuppa a base di verdura, maiale o granchio
- Matoutou - una specialità a base di granchio di terra e di riso
- Colombo - una salsa per condire il pollo o il maiale
- Boudin créole - un sanguinaccio speziato, di maiale o di pesce
- Poulet boucané - pollo affumicato con la canna da zucchero
- Paté en pot - zuppa di interiora di pecora e verdure
- Sorbetto al cocco

Come bevande bisogna citare il rum della Martinica, prodotto in numerose distillerie sparse per l'isola, che dall'8 novembre 1996, con un decreto, ha assunto la Denominazione d'Origine Controllata (AOC Rhum Agricole Martinique). Il Ti' Punch, considerato il cocktail nazionale, si serve appunto del rum agricolo locale, come base primaria.

## Informazioni pratiche

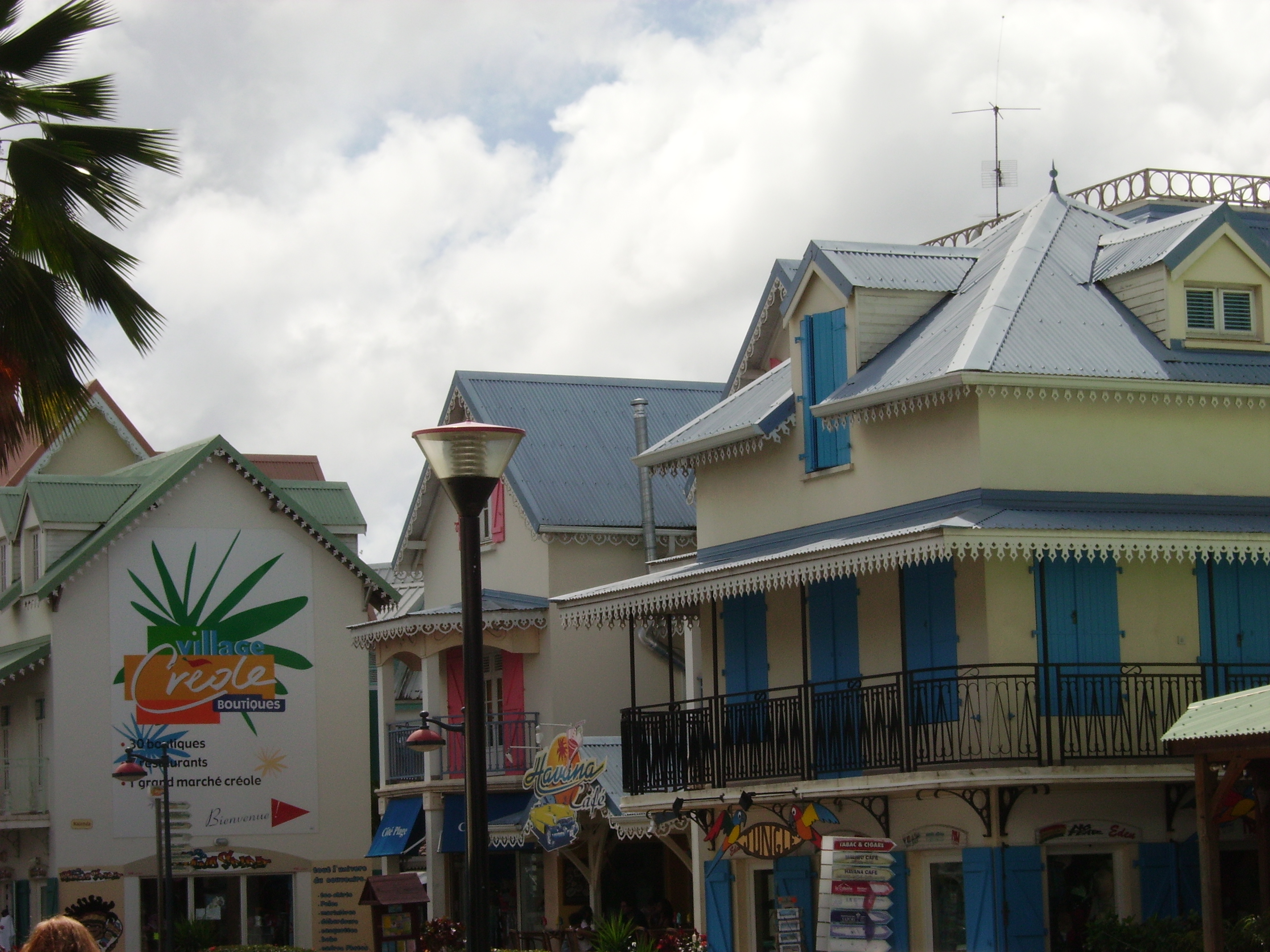
Pointe du Bout (Les Trois-Îlets), una cittadina molto turistica

### Documenti d'ingresso
Martinica è parte dell'Unione europea e per questo motivo è sufficiente la carta d'identità per tutti i cittadini dei paesi membri dell'UE. Per il noleggio di un'auto è sufficiente la patente di guida di uno Stato UE.

### Trasporti
Il sistema di trasporti pubblici dell'isola non è molto efficiente. Esistono delle linee di autobus o taxi collettivi ma sono piuttosto irregolari. C'è un buon servizio taxi che serve tutta l'isola.
Con l'auto è molto facile girare e quasi tutte le strade sono in ottimo stato; l'unico problema è il traffico da/per Fort de France nelle ore di punta; per evitare il traffico esiste un comodissimo servizio marittimo di navetta tra Fort de France e Trois-Îlets che consente di risparmiare strada e tempo per raggiungere la capitale.
L'Aeroporto di Fort-de-France-Aimé Césaire si trova a 9 km dalla capitale nella cittadina di Lamentin. L'isola è collegata con Parigi grazie a voli giornalieri (il volo dura 8 ore e copre una distanza di circa 7000 km), con New York, con Miami e con le altre isole dei Caraibi.
Vi è anche un servizio di traghetti e navi veloci che collega Martinica con Guadalupa, Dominica e Saint Lucia; l'isola è inoltre punto di sosta per le crociere nel Mar dei Caraibi.

### Salute
In Martinica ci sono sia ospedali pubblici che cliniche private.
Le farmacie sono ben fornite ed hanno tutti i prodotti farmaceutici presenti in Europa; tutti i paesi hanno almeno una farmacia; numerose sono anche le farmacie omeopatiche.
Come in tutti i paesi tropicali bisogna prendere alcune piccole precauzioni igieniche evitando le acque stagnanti e curandosi anche le ferite più piccole.
Molto fastidiose sono le zanzare (mosquitos) che possono dare qualche problema e fastidio.
L'acqua corrente è potabile.
In molte città vi sono anche centri veterinari; i più grandi si trovano nella capitale Fort de France, a Le Lamentin e a Marin.

### Moneta e pagamenti
Dal 1º gennaio 2002 la moneta ufficiale della Martinica è l'euro (in precedenza era il franco francese).
Le carte di credito sono molto diffuse ed è possibile trovare le principali banche europee con distributori automatici di contanti tipo Bancomat.
Al di fuori dei territori francesi, sulle isole vicine, è in vigore il dollaro dei Caraibi Orientali (EC$) (pronuncia i-si dollar); tutte le banche in Martinica cambiano gli euro in EC$ (1 euro = circa 3,1887 EC$).

### Telecomunicazioni e internet
La Martinica ha una rete di telefonia gestita da France Télécom. Vi sono cabine telefoniche pubbliche sparse un po' ovunque sull'isola.
È anche possibile acquistare schede prepagate internazionali.
Esistono tre operatori di telefonia mobile: Orange Caraïbe, Digicel, Outremer Telecom, Sfr Caraïbe, in Martinica sono in vigore le tariffe secondo roaming regolamentato europeo, poiché la Martinica è parte integrante del territorio francese.
In Martinica è molto diffuso anche internet ed è molto facile trovare degli Internet Point e Internet Café nelle zone turistiche e nelle marine, anche con connessione ADSL.

### Orari negozi e uffici
Le banche e la maggior parte degli uffici sono aperti generalmente dalle 7:30 alle 16:30, con una pausa pranzo di circa due ore. Alla vigilia delle festività pubbliche le banche chiudono a mezzogiorno.
I negozi sono invece aperti dal lunedì al venerdì dalle 8:30 alle 18:00, il sabato chiudono alle 13:00; di solito i negozi sono chiusi il mercoledì pomeriggio.
I centri commerciali e i supermercati sono generalmente aperti tutti i giorni con orario continuato dalle 8:30 alle 20:00 e la domenica mattina.

### Festività
Sono giorni festivi:
- Capodanno – 1º gennaio
- Pasqua
- Giorno dell'Ascensione – 40º giorno dopo Pasqua
- Pentecoste – 8º lunedì dopo Pasqua
- Armistizio 1945 – 8 maggio
- Abolizione della schiavitù – 22 maggio
- Presa della Bastiglia – 14 luglio
- Anniversario della nascita di Victor Schoelcher – 22 luglio
- Assunzione – 15 agosto
- Ognissanti – 1º novembre
- Armistizio 1918 – 11 novembre
- Natale – 25 dicembre
- San Silvestro – 31 dicembre[senza fonte]